# Paulina Kramarz
Paulina Ewa Kramarz – polska ekolożka, dr hab. nauk biologicznych, profesor nadzwyczajny Instytutu Nauk o Środowisku Wydziału Biologii Uniwersytetu Jagiellońskiego.

## Życiorys
18 kwietnia 2000 obroniła pracę doktorską Akumulacja metali toksycznych i jej skutki demograficzne u drapieżnych bezkręgowców, 3 marca 2009 uzyskała stopień doktora habilitowanego. Objęła funkcję adiunkta oraz profesora nadzwyczajnego w Instytucie Nauk o Środowisku na Wydziale Biologii Uniwersytetu Jagiellońskiego.

## Publikacje
- 2001: Time to Death Response in Carabid Beetles Exposed to Multiple Stressors along a Gradient of Heavy Metal Pollution[1]
- 2005: Metal kinetics and respiration rates in F1 generation of carabid beetles (Pterostichus oblongopunctatus F.) originating from metal-contaminated and reference areas[1]
- 2007: Studying the effect of exposure of the snail Helix aspersa to the purified Bt toxin, Cry1Ab[1]
- 2009: Combined effect of environmental pollutants (nickel, chlorpyrifos) and temperature on the ground beetle, Pterostichus oblongopunctatus (Coleoptera: Carabidae)[1]
- 2022: Jak nakarmić świat w dobie kryzysu klimatyczno-ekologicznego, w: Jasikowska, K., Pałasz, M. (red.), Za pięć dwunasta koniec świata. Kryzys klimatyczno-ekologiczny głosem wielu nauk. Kraków: Uniwersytet Jagielloński w Krakowie, Biblioteka Jagiellońska, s. 415–454.[3]